# Campos de Oliveira
José da Silva Campos de Oliveira (Ilha de Moçambique, 1847 — 1911) foi um  jornalista, poeta e prosador moçambicano. A sua poesia representa o o despertar da poesia moçambicana.
Filho de pai goês, viveu e estudou na Índia. Viveu em Nova Goa até 1867, regressando à Ilha de Moçambique para desempenhar vários cargos como funcionário público, inclusive como diretor do correio e escrivão da Capitania dos Portos.
Trabalhou como jornalista em diferentes publicações como O Ultramar, a Illustração Goana, Almanach Literário, Almanach de Lembranças Luso-Indiano e Almanach Popular em 1865.
Esteve envolvido na criação da primeira revista literária de Moçambique, a Revista Africana (editada entre 1885- 1887).

## Obras
- A Uma Senhora Muito Feia
- Charada